# HC Lány
HC Lány (celým názvem: Hockey Club Lány) je český klub ledního hokeje, který sídlí v obci Lány ve Středočeském kraji. Založen byl v roce 1934. Svůj současný název nese od roku 1992. Od sezóny 2018/19 působí v Amatérské hokejové lize Slaný, neregistrované české soutěži v ledním hokeji. Klubové barvy jsou modrá a žlutá.
Své domácí zápasy odehrává v Kladně na tamějším ČEZ stadionu s kapacitou 8 600 diváků.

## Historické názvy
Zdroj:
- 1934 – HC Lány (Hockey Club Lány)
- 1949 – TJ Slovan Lány (Tělovýchovná jednota Slovan Lány)
- 1951 – TJ Tatran Lány (Tělovýchovná jednota Tatran Lány)
- 1992 – HC Lány (Hockey Club Lány)

## Přehled ligové účasti
Stručný přehled
Zdroj:
- 1949–1950: Středočeská I. třída – sk. C (3. ligová úroveň v Československu)
- 1950–1951: Středočeská I. třída – sk. E (3. ligová úroveň v Československu)
- 1951–1952: Okresní soutěž – sk. ? (3. ligová úroveň v Československu)
- 1952–1953: Středočeská I. B třída – sk. A (3. ligová úroveň v Československu)
- 1955–1957: Oblastní soutěž – sk. F (3. ligová úroveň v Československu)
- 1957–1958: Oblastní soutěž – sk. B (3. ligová úroveň v Československu)
- 1959–1960: Oblastní soutěž – sk. C (3. ligová úroveň v Československu)
- 2003–2008: Kladenský okresní přebor (6. ligová úroveň v České republice)
- 2008–2014: Středočeský meziokresní přebor – sk. A (6. ligová úroveň v České republice)
- 2014–2018: Středočeský meziokresní přebor (6. ligová úroveň v České republice)
- 2018– : Amatérská hokejová liga Slaný (neregistrovaná soutěž v České republice)

Jednotlivé ročníky
Zdroj:
Legenda: ZČ - základní část, červené podbarvení - sestup, zelené podbarvení - postup, fialové podbarvení - reorganizace, změna skupiny či soutěže
| Československo (1949 – 1993) |                                        |                       |          |                                       |               |
| Sezóny                       | Soutěž                                 | Úroveň                | ZČ       | Play-off, nadstavba, sk. o udržení... | Poznámky      |
| 1949/50                      | Středočeská I. třída – sk. C           | 3. úroveň             | ?. místo |                                       | Změna skupiny |
| 1950/51                      | Středočeská I. třída – sk. E           | 3. úroveň             | 1. místo |                                       | Reorganizace  |
| 1951/52                      | Okresní soutěž – sk. ?                 | 3. úroveň             | ?. místo |                                       | Reorganizace  |
| 1952/53                      | Středočeská I. B třída – sk. A         | 3. úroveň             | 2. místo |                                       | Reorganizace  |
| ...                          |                                        |                       |          |                                       |               |
| 1955/56                      | Oblastní soutěž – sk. F                | 3. úroveň             | 3. místo |                                       |               |
| 1956/57                      | Oblastní soutěž – sk. F                | 3. úroveň             | 3. místo |                                       | Změna skupiny |
| 1957/58                      | Oblastní soutěž – sk. B                | 3. úroveň             | 4. místo |                                       | Sestup        |
| ...                          |                                        |                       |          |                                       |               |
| 1959/60                      | Oblastní soutěž – sk. D                | 3. úroveň             | 3. místo |                                       | Reorganizace  |
| ...                          |                                        |                       |          |                                       |               |
| Česko (1993 – )              |                                        |                       |          |                                       |               |
| Sezóny                       | Soutěž                                 | Úroveň                | ZČ       | Play-off, nadstavba, sk. o udržení... | Poznámky      |
| ...                          |                                        |                       |          |                                       |               |
| 2003/04                      | Kladenský okresní přebor               | 6. úroveň             | 7. místo |                                       |               |
| 2004/05                      | Kladenský okresní přebor               | 6. úroveň             | 1. místo |                                       |               |
| 2005/06                      | Kladenský okresní přebor               | 6. úroveň             | 2. místo | Předkolo                              |               |
| 2006/07                      | Kladenský okresní přebor               | 6. úroveň             | 3. místo |                                       |               |
| 2007/08                      | Kladenský okresní přebor               | 6. úroveň             | 2. místo |                                       | Reorganizace  |
| 2008/09                      | Středočeský meziokresní přebor – sk. A | 6. úroveň             | 1. místo | Finálová skupina (1. místo)           |               |
| 2009/10                      | Středočeský meziokresní přebor – sk. A | 6. úroveň             | 3. místo |                                       |               |
| 2010/11                      | Středočeský meziokresní přebor – sk. A | 6. úroveň             | 5. místo | Předkolo                              |               |
| 2011/12                      | Středočeský meziokresní přebor – sk. A | 6. úroveň             | 4. místo | Finálová skupina (5. místo)           |               |
| 2012/13                      | Středočeský meziokresní přebor – sk. A | 6. úroveň             | 4. místo | Čtvrtfinále                           |               |
| 2013/14                      | Středočeský meziokresní přebor – sk. A | 6. úroveň             | 7. místo |                                       | Reorganizace  |
| 2014/15                      | Středočeský meziokresní přebor         | 6. úroveň             | 8. místo |                                       |               |
| 2015/16                      | Středočeský meziokresní přebor         | 6. úroveň             | 7. místo |                                       |               |
| 2016/17                      | Středočeský meziokresní přebor         | 6. úroveň             | 8. místo |                                       |               |
| 2017/18                      | Středočeský meziokresní přebor         | 6. úroveň             | 6. místo |                                       | Reorganizace  |
| 2018/19                      | Amatérská hokejová liga Slaný          | neregistrovaná soutěž | 4. místo |                                       |               |
| 2019/20                      | Amatérská hokejová liga Slaný          | neregistrovaná soutěž |          |                                       |               |